# Fylkesväg 91
Fylkesväg 91 (norska: Fylkesvei 91) är en primär fylkesväg i Troms fylke i norra Norge som går mellan tätorten Fagernes i Tromsø kommun och tätorten Olderdalen i Kåfjords kommun. Den passerar genom kommunerna Tromsø, Lyngen och Kåfjord. Det finns två färjeförbindelser längs vägen, en mellan Breivikeidet och Svensby samt en mellan Lyngseidet och Olderdalen.
Exklusive färjeförbindelserna är vägen 45,8 kilometer lång och asfalterad. Den passerar bland annat genom byn Breivikeidet och tätorten Lyngseidet. 

## Anslutningar
Fylkesväg 91 ansluter till:
- Europaväg 8 (vid Fagernes)
- Fylkesväg 868 (vid Lyngseidet)
- Europaväg 6 (vid Olderdalen)

## Bilder

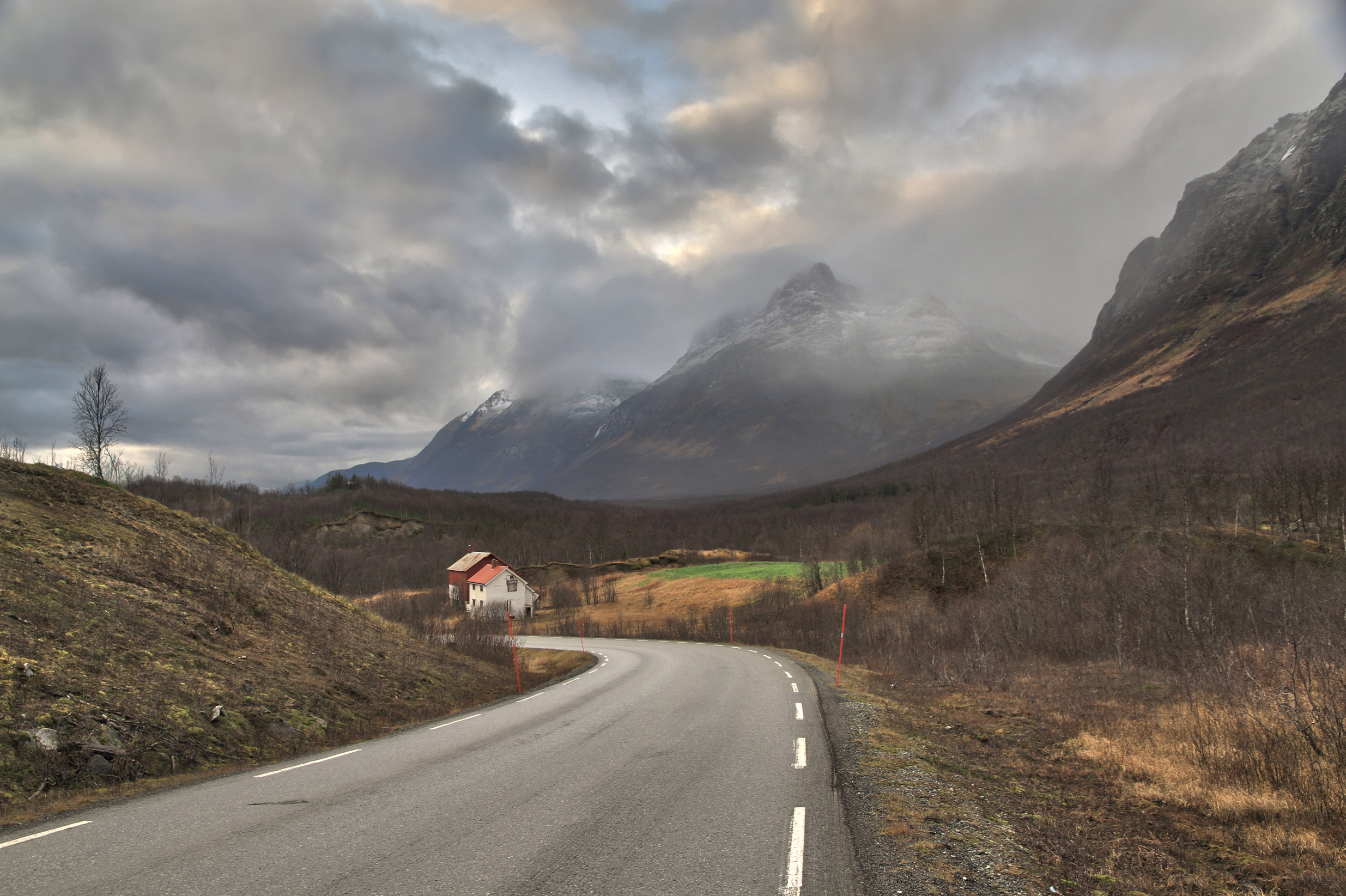
Fylkesväg 91 nära Breivikeidet.
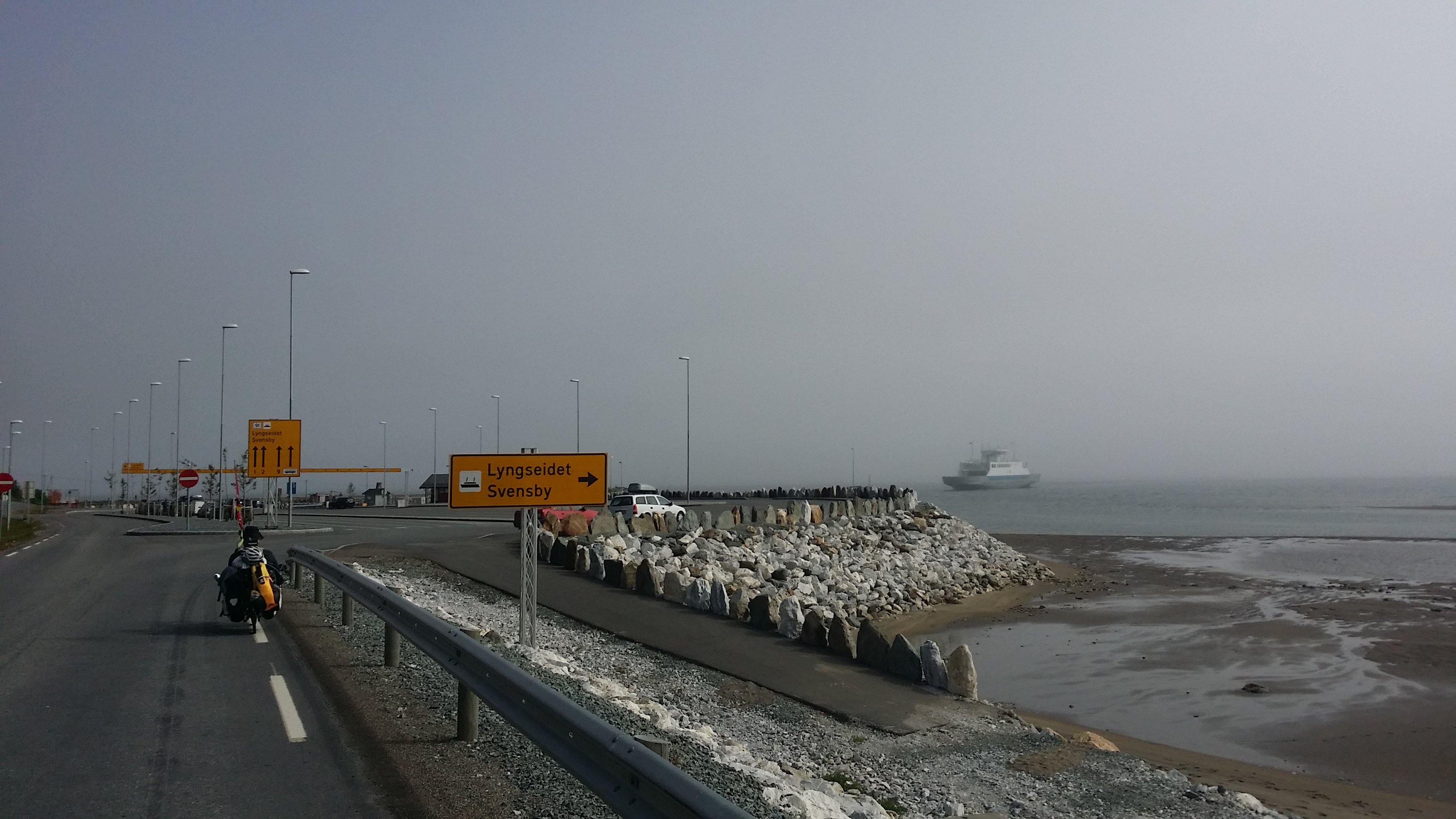
Färjeläget i Breivikeidet.
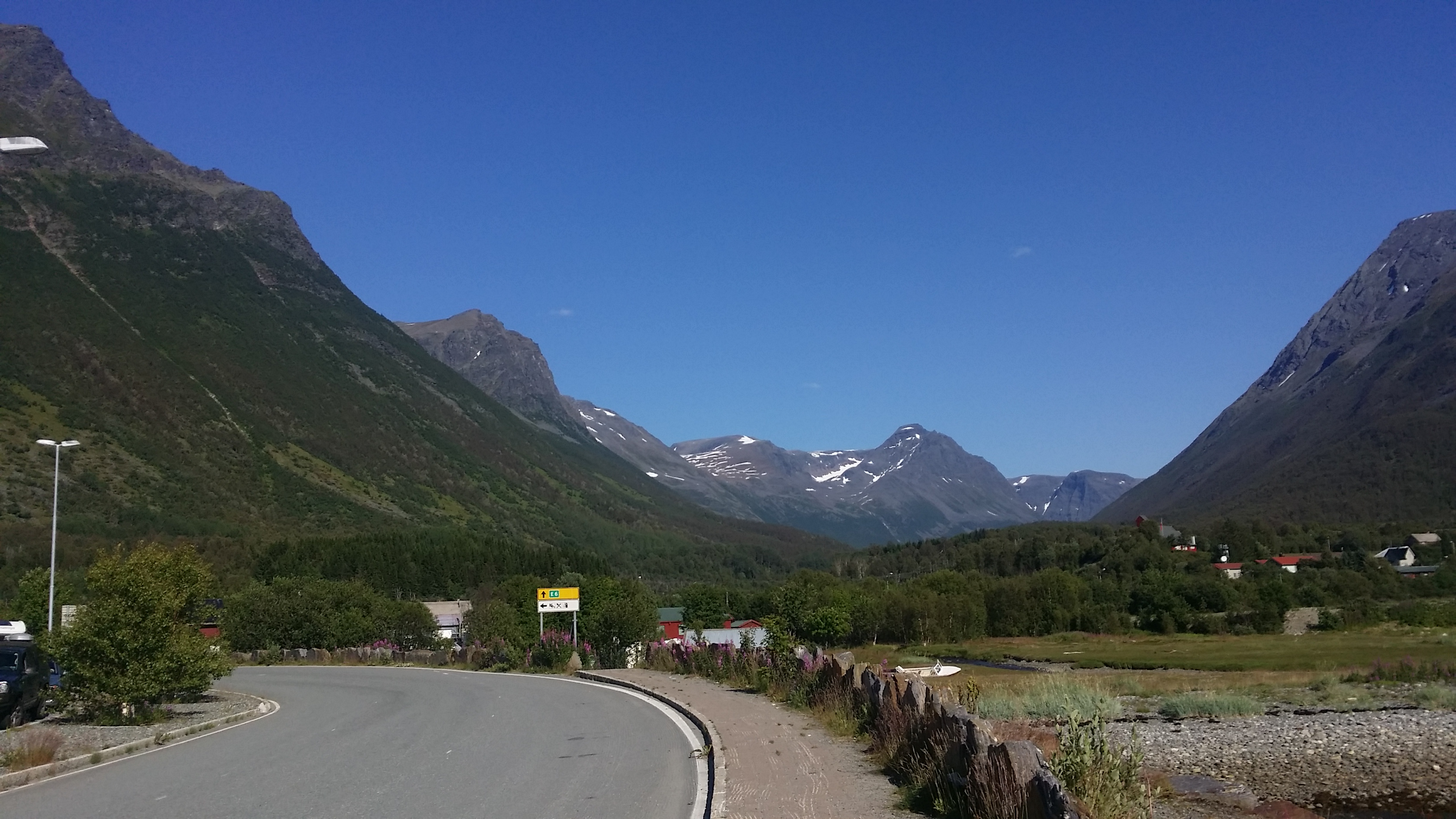
Fylkesväg 91 i Olderdalen.